# Gouvernement Sharon II
 (septembre 2019).
État d'Israël
Sharon I Olmert
Le gouvernement Sharon II est mis en place le 28 février 2003.

## Historique
Le gouvernement Sharon II est formé à l'issue des élections législatives israéliennes de 2003 intervenues en raison du départ des travaillistes du gouvernement, le 30 octobre 2002.
Le 4 janvier 2006, après l'hospitalisation d'Ariel Sharon, le vice-Premier ministre Ehoud Olmert assure l'intérim. Le 18 janvier 2006, le Premier ministre israélien par intérim, Ehud Olmert, procède à un remaniement de son cabinet. Il doit rester en place jusqu'à la nomination d'un nouveau gouvernement, après les élections législatives du 28 mars 2006, le Parlement ayant été dissout en novembre 2005. Le 14 avril 2006, quelques jours après avoir été chargé de former un gouvernement, Olmert devient Premier ministre de plein exercice.

## Composition finale
- Les nouveaux ministres sont indiqués en gras, ceux ayant changé d'attributions en italique.

| Portefeuille | Titulaire | Titulaire         | Parti  |
| --- | --------- | ----------------- | ------ |
| Premier ministre Ministre des Finances Ministre du Commerce et de l'Industrie Ministre de l'Intérieur Ministre des Affaires sociales |           | Ehud Olmert       | Kadima |
| Ministre des Affaires étrangères Ministre de la Justice Ministre de l'intégration                                                    |           | Tzipi Livni       | Kadima |
| Ministre de la Sécurité intérieure Ministre de l'Environnement                                                                       |           | Gideon Ezra       | Kadima |
| Ministre de l'Éducation Ministre des Transports                                                                                      |           | Méir Chétrit      | Kadima |
| Ministre de la Santé Ministre du Développement régional                                                                              |           | Yaakov Edri       | Kadima |
| Ministre de l'Agriculture Ministre de l'Habitat                                                                                      |           | Ze'ev Boim        | Kadima |
| Ministre des Infrastructures Ministre de la Science                                                                                  |           | Ronni Bar-On      | Kadima |
| Ministre du Tourisme Ministre des Communications                                                                                     |           | Avraham Hirschson | Kadima |
| Ministre sans portefeuille |           | Tzachi Hanegbi    | Kadima |